# Saint-Salvadour
 Saint-Salvadour  (en occitano Sent Sauvador) es una comuna y población de Francia, en la región de Lemosín, departamento de Corrèze, en el distrito de Tulle y cantón de Seilhac.
Su población en el censo de 2008 era de 292 habitantes.
Está integrada en la Communauté de communes Tulle et cœur de Corrèze.

## Demografía
| 374 | 442 | 356 | 344 | 292 | 294 | 292 |
| Para los censos de 1962 a 1999 la población legal corresponde a la población sin duplicidades (Fuente: INSEE [Consultar]) |     |     |     |     |     |     |

## Personajes ilustres
- Antoine Paucard (1886-1980), escultor y poeta, fue también alcalde de la localidad.